# Pro Evolution Soccer 4
Pro Evolution Soccer 4 (також відома, як World Soccer: Winning Eleven 8 в Японії та World Soccer: Winning Eleven 8 International у Північній Америці) — відеогра жанру футбольного симулятора, частина серії відеоігор Pro Evolution Soccer. Розроблена японською студією Konami Computer Entertainment Tokyo та випущена її холдинговою компанією Konami. Перший офіційний випуск відбувся 15 жовтня 2004 року для PlayStation 2 на території Європи. Згодом відеогра також була випущена й для Xbox та Microsoft Windows.